# Dobrinja I
Pour les articles homonymes, voir Dobrinja.
Dobrinja I (en serbe cyrillique : Добриња I) est un village de Bosnie-Herzégovine. Il est situé dans la municipalité d'Istočna Ilidža, république serbe de Bosnie.